# Portaria
Portaria (Grieks: Πορταριά) is een dorp en een gemeente in Magnesia, Thessalië, Griekenland. Het is gelegen op de berg Pilion, en biedt uitzicht op de Pagasetische Golf, ten noorden van Volos. De meeste gebouwen zijn typische voorbeelden van Pilion-architectuur met ramen en deuren versierd met een veelheid aan kleuren. De bergtop van Pilion ligt in het noorden.
Portaria houdt elk jaar een traditionele bruiloft op het centrale plein van het dorp. Deze trekt veel mensen uit Volos en de omliggende dorpen die willen leren hoe bruiloften traditioneel werden gevierd in deze dorpen.
Er is ook een pad, het Centaur's Pad.

## Inwoners
| Jaar | Inwoners |
| ---- | -------- |
| 1981 | 769      |
| 1991 | 1,093    |
| 2001 | 1.327    |
| 2011 | 566      |

## Zustersteden
- Frankrijk, Tourtour